# J.R. Bremer
Ernest Lenell "J. R." Bremer (ur. 19 września 1980 w Cleveland) – amerykański koszykarz, występujący na pozycji rozgrywającego.

## Osiągnięcia
NCAA
- Uczestnik turnieju NCAA (2000)
- Największy Postęp Konferencji Atlantic 10 (2002 - Chris Daniels Award)[1]
- Zaliczony do I składu All-Atlantic 10 (2002)[2]

NBA
- Zaliczony do składu II składu debiutantów NBA (2003)[3]

Inne
- Wicemistrz:
  - EuroChallenge (2010)
  - Włoch (2012)
- Zdobywca Pucharu Hiszpanii (2005)[2]
- 3. miejsce podczas rozgrywek EuroChallenge (2009, 2014)
- Uczestnik rozgrywek EuroChallenge (2008–2010, 2011/12, 2013/14)[4]
- Lider w asystach ligi:
  - rosyjskiej (2008, 2010)
  - tureckiej (2016)[5]

Reprezentacja
- Uczestnik do kwalifikacji do Eurobasketu 2009 z reprezentacją Bośni i Hercegowiny[4]